# بالا اشتوج
بالا اشتوج، روستایی است از توابع بخش کوهستان شهرستان تنکابن در استان مازندران ایران.
در این روستای تاریخی مسجدی وجود دارد که بیش از ۸۰۰ سال از عمر آن می‌گذرد. ستون‌های داخل مسجد ۲ تا هستند که کل بنا را تحمل می‌کنند.
کاشی‌های به کار رفته در آن طراحی دقیق و زیبایی دارند ولی در حال تخریبند، مانند حمام قدیمی بالااشتوج که تقریباً خراب شده‌است.

## جمعیت
این روستا در دهستان دوهزار قرار دارد و جمعیت آن براساس سرشماری مرکز آمار ایران در سال ۱۳۹۵ برابر با ۱۳۸ نفر (۴۹ خانوار) بوده است.